# Osteoprotegerin
Osteoprotegerin (OPG), auch bekannt als osteoclastogenesis inhibitory factor (OCIF), oder tumor necrosis factor receptor superfamily member 11B (TNFRSF11B), ist ein Protein, das im Menschen vom TNFRSF11B-Gen kodiert wird. Osteoprotegerin ist ein Cytokin-Rezeptor und gehört zur TNF-Rezeptor-Superfamilie.

## Struktur
Osteoprotegerin ist ein basisches Glycoprotein mit 401 Aminosäuren, die in 7 Domänen angeordnet sind. Man findet es als 60-kDa-Monomer oder 120-kDa-Dimer, verbunden mit Disulfidbrücken.

## Funktion
Osteoprotegerin ist ein Decoy-Rezeptor (Lockvogel) für receptor activator of nuclear factor kappa B ligand (RANKL). Durch die Bindung von RANKL hemmt OPG NF-κB, der ein zentraler und schnell agierender Transkriptionsfaktor für Gene des Immunsystems ist, sowie ein Schlüsselregulator für Entzündungsreaktionen, Immunität und Zellüberleben bzw. Differenzierung. 
Die Menge an Osteoprotegerin wird beeinflusst von Calcium-Kanälen wie Cav1.2.
OPG kann die Produktion von Osteoklasten regulieren, indem es die Differenzierung der Osteoklast-Vorläufer hemmt.
Die OPG-Bindung an RANKL auf dem Osteoblast blockiert die RANKL-Rezeptor-Interaktion zwischen Osteoblasten und Osteoklast-Vorläufern. Dies resultiert in der Hemmung der Differenzierung des Osteoklast-Vorläufers zum Osteoklast.

## Regulation and therapeutische Anwendungen
Die Osteoprotegerin-Produktion wird in vivo stimuliert vom Hormon Östrogen und vom Medikament Strontiumranelat. Denosumab ist ein Pharmazeutikum, das wie Osteoprotegerin als ein Lockvogelrezeptor für RANKL agiert.
Rekombinantes humanes Osteoprotegerin agiert spezifisch auf Knochen. Es erhöht die Knochendichte und Knochenmenge. Der Space-Shuttle-Flug STS-108 (2001) testete Effekte des Osteoprotegerin auf Mäuse in Schwerelosigkeit. Man fand, dass die Mineralisation in den Knochen erhalten blieb und die Aufnahme von Mineralien verbessert war. Osteoprotegerin wurde auch experimentell benutzt, um Frauen bei postmenopausaler Osteoporose zu helfen, bzw. Patienten mit Knochenmetastasen.

## Klinische Signifikanz
Erhöhte OPG-Mengen wurden aber auch assoziiert mit Herzkrankheiten und schweren psychischen Erkrankungen.
Mutationen in diesem Gen finden sich auch beim Juvenilen Morbus Paget.